# Karikkoselkä
Karikkoselkä är en insjö i kommunen Petäjävesi i Mellersta Finland. Den ligger ca 25 km väster om Jyväskylä. Sjön består av en centralbassäng och av den smala viken Petäälahti, som sträcker sig mot norr. Sjön har en area på ca 2,5 km². Den avrinner genom Hirvilahti i sjön Petäjävesi och vidare genom Jämsä älvdal till Päijänne.
Karikkoselkä avviker från övriga sjöar i området såtillvida att centralbassängen är cirkelrund. De övriga sjöarna i området sträcker sig i nordvästlig-sydostlig riktning då de har formats av inlandsis under istiderna. Centralbassängen har ett för området ovanligt största djup på 26 m . 

## Nedslagskrater

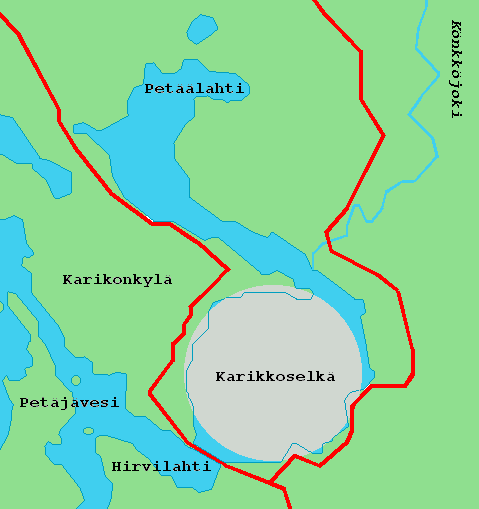
Sjön Karikkoselkä, nedslagskratern i grått.

Centralbassängen i Karikkoselkä är den minsta nedslagskratern i Finland. Diametern på kratern är endast 1,4 km och djupet är 150 m (med ett tjockt lager av sediment på över 100 m). Åldern på kratern antas vara 250 miljoner år (med en varians på 230 till 450 miljoner år). I rapporten om den nyidentifierade kratern uppgavs åldern 1,88 Ga (tusen miljoner år) för berggrunden runt kratern. Detta misstolkades så att en del källor uppger åldern på kratern till endast 1,88 Ma (miljoner år).
Runt sjön har man hittat stenar med kornformade tektiter. Magnetiska kartläggningar visade avvikande värden vid sjön. Dessutom togs borrprov från bottnen av Karikkoselkä och år 1996 kunde den identifieras som den sjunde nedslagskratern i Finland 

## Referenser

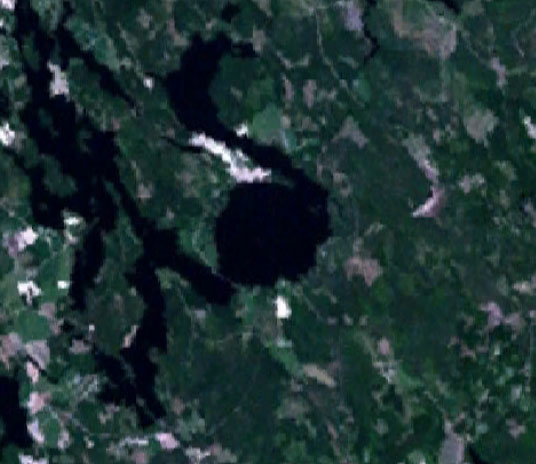
Satellitbild (Landsat 7) på Karikkoselkä.